# Ctenosaura melanosterna
Ctenosaura melanosterna, comúnmente conocido como jamo negro, es una especie de reptil del género Ctenosaura.
Es endémica del valle del río Aguán y de los Cayos Cochinos en la costa caribeña de Honduras.
Esta en peligro de extinción por la pérdida de hábitat y su área de distribución severamente fragmentada, y aunque la subpoblación de los cayos se considera estable, experimenta las mismas presiones que las poblaciones del valle. Entre las principales amenazas se encuentra la recolección de sus huevos para el consumo humano, la introducción de especies invasoras y el comercio internacional de mascotas.